# 10. juni
10. juni er dag 161 i året i den gregorianske kalender (dag 162 i skudår). Der er 204 dage tilbage af året.
Dagens navn er Onuphrius.

### Begivenheder
Født - Dødsfald
- 1523 - København omringes af Frederik 1.'s hær, da byen ikke vil anerkende ham som Christian 2.s efterfølger.
- 1735 - Christian 6. udsteder en fundats for Vemmetofte adelige jomfrukloster på baggrund af prinsesse Sophie Hedevigs testamente.
- 1829 - Første rokonkurrence nogensinde mellem Oxford og Cambridge afholdes med Oxford som vinder.
- 1854 - Bernhard Riemann fremsætter den hypotese, at rummet er krumt, et brud med Euklids geometri. Einstein bruger Riemanns arbejde ved udarbejdelse af sin generelle relativitetsteori i 1915, der inkorporerer tiden som den fjerde dimension.
- 1902 - Americus F. Callahan fra Chicago får patent på rudekuverten.
- 1909 - SOS nødsignalet anvendes for første gang, da Cunard-lineren Slavonia slås til vrag ved Azorerne.
- 1910 - Boldklubben Fremad Amager stiftes.
- 1940 - Italien erklærer krig mod Storbritannien og Frankrig; sidstnævnte er allerede nedkæmpet af den tyske værnemagt.
- 1940 - Norge kapitulerer til tyskerne over en måned efter besættelsen.
- 1942 - Under 2. verdenskrig jævnes den tjekkiske landsby Lidice med jorden og alle 192 mandlige indbyggere henrettes som gengæld for drabet på den tyske rigsprotektor Reinhard Heydrich 27. maj samme år.
- 1943 - Kuglepennen patenteres i USA af Laszlo Biro.
- 1944 - Tyskerne ødelægger under 2. verdenskrig byen Oradour-sur-Glane i Frankrig og myrder 190 mænd, 245 kvinder og 207 børn. Landsbyen er aldrig genopbygget og står som et minde om denne udåd.
- 1945 - Generalløjtnant Ebbe Gørtz indvier mindestenen Mollerupstenen for modstandsmanden P.V.T. Ahnfeldt-Mollerup opstillet på Høje Sandbjerg som en af de første mindesten i Danmark efter besættelsen.
- 1947 - Saab producerer sin første bil.
- 1950 - Vestmagterne afslår den sovjetiske plan for en genforening af Tyskland.
- 1953 - Den sovjetiske statsavis Pravda meddeler, at Lavrentij Berija er blevet afsat som chef for KGB (NKVDs afløser). Han arresteres senere og henrettes den 23. december 1953.
- 1967 - Kronprinsesse Margrethe 2. og Henri-Marie-Jean André greve de Laborde de Monpezat vies i Holmens Kirke.
- 1967   - Seksdageskrigen slutter, da Israel og Syrien enes om en våbenhvile.
- 1971 - USA ophæver 21 års embargo mod Folkerepublikken Kina.
- 1975 - Franske prostituerede i de større byer drives ud af kirkerne, som de har besat i et forsøg på at få legaliseret prostitution.
- 1981 - Hos Sotheby's i London sælges en af Marilyn Monroes bh'er for 7.500 kroner.
- 1985 - Dansk-amerikaneren Claus von Bülow, der var idømt 30 års fængsel for mordforsøg på sin hustru, frifindes ved en ny nævningesag.
- 1986 - Musikeren Bob Geldof slås til ridder.
- 1988 - Et nævningeting ved Østre Landsret fælder dom i sagen om Sygehusbomberne.
- 1992 - Dronning Margrethe 2. og Prins Henrik fejrer sølvbryllup.
- 1992   - De første MTV Movie Awards afholdes.
- 1997 - Den svenske rigsdag beslutter, at Barsebäcks to reaktorer skal lukkes inden juli 1998.
- 2003 - Rumsonden Spirit opsendes på mission til Mars, hvor den som den første af NASA's rovere, skal undersøge planetens overflade.

### Født
- 940 - Abu al-Wafa, persisk matematiker og astronom (død 998).
- 1819 - Gustave Courbet, fransk maler (død 1877).
- 1825 - Sondre Norheim, norsk skipioner (død 1897).
- 1832 - Nikolaus August Otto, tysk ingeniør (død 1891).
- 1839 - Ludvig Holstein-Ledreborg, dansk konsejlspræsident (død 1912).
- 1840 - Theodor Philipsen, dansk maler (død 1920).
- 1850 - Nielsine Nielsen, Danmarks første kvindelige akademiker (læge) (død 1916).
- 1862 - Agnes Slott-Møller, dansk kunstmaler (død 1937).
- 1915 - Saul Bellow, canadisk-amerikansk forfatter og modtager af Nobelprisen i litteratur (død 2005).
- 1918 - Patachou, fransk skuespillerinde og sangerinde (død 2015).
- 1919 - Jane Muus, dansk grafiker og tegner (død 2007).
- 1921 - Philip, britisk prinsgemal (død 2021).
- 1922 - Judy Garland, amerikansk skuespiller (død 1969).
- 1923 - Robert Maxwell, slovakisk-britisk avisudgiver (død 1991).
- 1926 - Lionel Jeffries, britisk skuespiller (død 2010).
- 1930 - Henning Hansen, dansk operasanger.
- 1942 - Per Thornit, dansk hofchef.
- 1944 - Eva Madsen, dansk sanger.
- 1945 - Birger Jensen, dansk skuespiller (død 1998).
- 1947 - Solbjørg Højfeldt, dansk skuespillerinde.
- 1950 - Jannie Faurschou, dansk skuespillerinde.
- 1952 - Kage Baker, amerikansk science fiction- og fantasyforfatter (død 2010)
- 1963 - Jeanne Tripplehorn, Amerikansk skuespillerinde.
- 1965 - Elizabeth Hurley, engelsk skuespiller.
- 1966 - David Platt, engelsk fodboldspiller.
- 1971 - Morten Ramsland, dansk forfatter.
- 1985 - Andy Schleck, luxembourgsk cykelrytter.
- 1989 - Alexandra Stan, rumænsk sangerinde.

### Dødsfald
- 323 f.Kr. - Alexander den Store, makedonsk konge (født 356 f.Kr.).
- 1190 - Frederik Barbarossa, tysk-romersk kejser (født 1122) - druknet.
- 1580 - Luis Vaz de Camões, portugisisk digter (født 1524).
- 1836 - André-Marie Ampère, fransk matematiker og fysiker (født 1775).
- 1926 - Antoni Gaudí, catalansk arkitekt (født 1852).
- 1934 - Frederick Delius, engelsk komponist (født 1862).
- 1949 - Sigrid Undset, norsk forfatter og modtager af Nobelprisen i litteratur (født 1882).
- 1967 - Spencer Tracy, amerikansk skuespiller (født 1900).
- 1982 - Rainer Werner Fassbinder, tysk filminstruktør (født 1945).
- 1997 - Johan Galster, dansk billedhugger (født 1910).
- 2000 - Hafez Al-Assad, syrisk præsident (født 1930).
- 2001 - Herdis Møllehave, dansk forfatter (født 1936).
- 2004 - Ray Charles, amerikansk pianist og sanger (født 1930).
- 2009 - Helle Virkner, dansk skuespillerinde (født 1925).
- 2013 - Enrique Orizaola, spansk fodboldspiller (født 1922).

|  | Denne datoartikel kan blive bedre, hvis der indsættes et (bedre) billede Du kan hjælpe ved at afsøge Wikimedia Commons for et passende billede eller uploade et godt billede til Wikimedia Commons iht. de tilladte licenser og indsætte det i artiklen. |